# يوجين جورج كي
يوجين جورج كي (بالإنجليزية: Eugene George Key)‏ (5 أغسطس 1907، جاكسون في الولايات المتحدة - 1 فبراير 1968، لونغ بيتش في الولايات المتحدة)؛ روائي أمريكي. درس في معهد إلينوي للتقنية.